# STS-41-G
إس تي إس-41-جي (بالإنجليزية: STS-41-G)‏ الرحلة الثالثة عشر ضمن برنامج مكوك الفضاء لوكالة ناسا، والرحلة السادسة لمكوك الفضاء تشالنجر، انطلقت الرحلة في 5 أكتوبر 1984 من مركز كينيدي للفضاء، وهبطت في 13 أكتوبر في مركز كينيدي للفضاء أيضاً، حملت المركبة كاميرا من نوع آيماكس لتوثيق الرحلة، من أهداف الرحلة اثبات مدى جدوى تزويد الأقمار الصناعية بالوقود وهي في المدار، حملت الرحلة سبعة رواد الفضاء للمرة الأولى، من بينهم امرأتين إحداهن هي كاثرين سوليفان أول امرأة أمريكية تسير في الفضاء، وكذلك شارك في الرحلة رائدي فضاء غير أمريكيين هما الأسترالي بول سكالي باور والكندي مارك غارنو.